# Ахрар ан-Наджран
Ахра́р ан-Наджра́н (араб. أحرار نجران‎ — Свободные граждане Наджрана) — военно-политическое движение, сформированное 19 июня 2015 года группой политических активистов — представителей различных племён провинции Наджран, расположенной на юге Саудовской Аравии на границе с Йеменом.
Целью движения является борьба за независимость от Саудовской Аравии. Племена Наджрана, примкнувшие к новой организации, провозгласили независимость провинции и объявили о присоединении к йеменским войскам в борьбе против саудовских властей, поскольку Эр-Рияд, по их версии, «нарушил все договоры, заключённые ранее с племенами». Мятежные племена также обратились к Йемену с просьбой оказать содействие в военной подготовке молодых людей, пополнивших ряды вновь созданного движения.